# Lolium rigidum
Lolium rigidum, conocido como vallico, es una monocotiledónea, con valor forrajero perteneciente a la familia de las poáceas. 

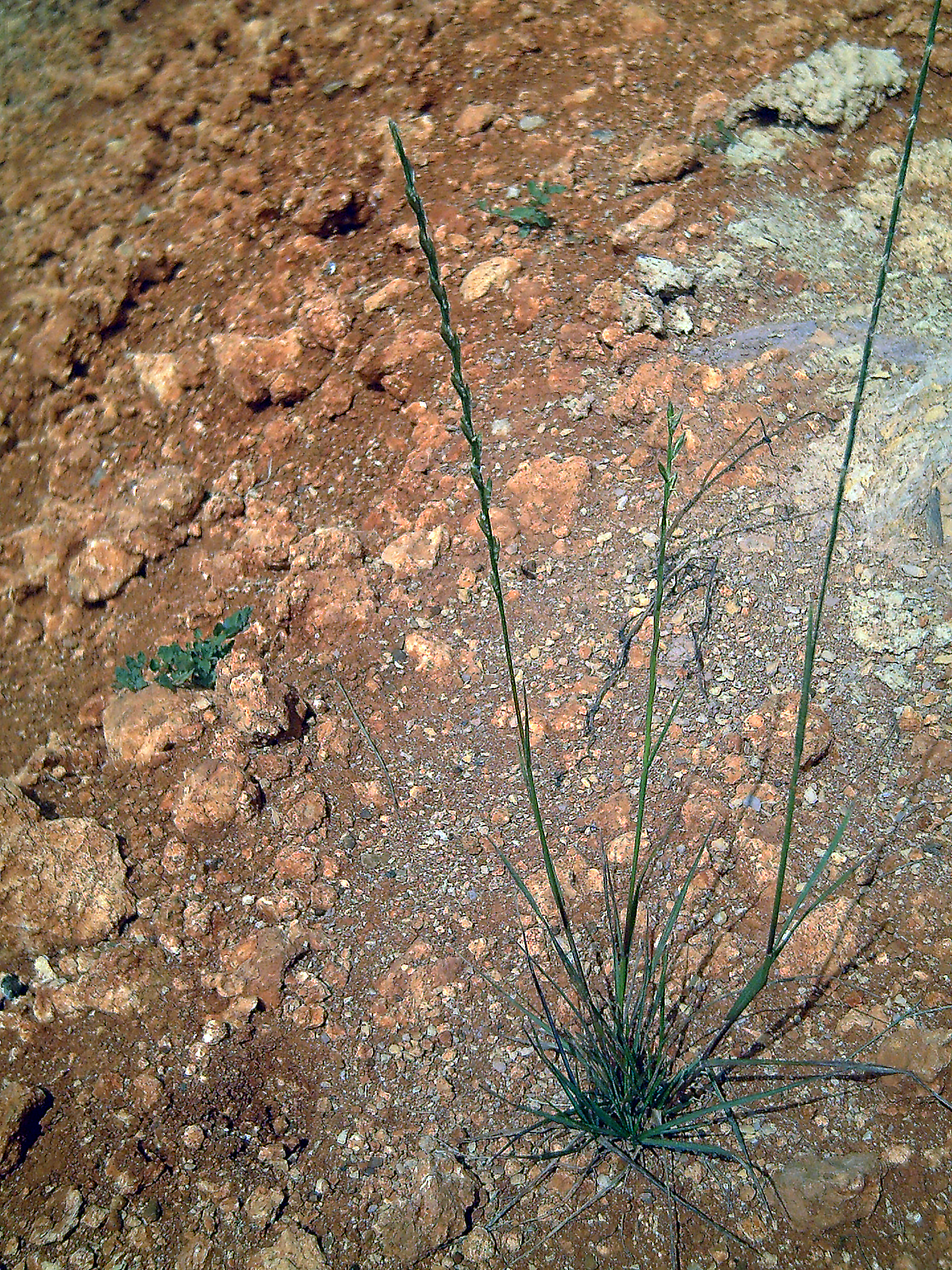
Vista de la planta en su hábitat

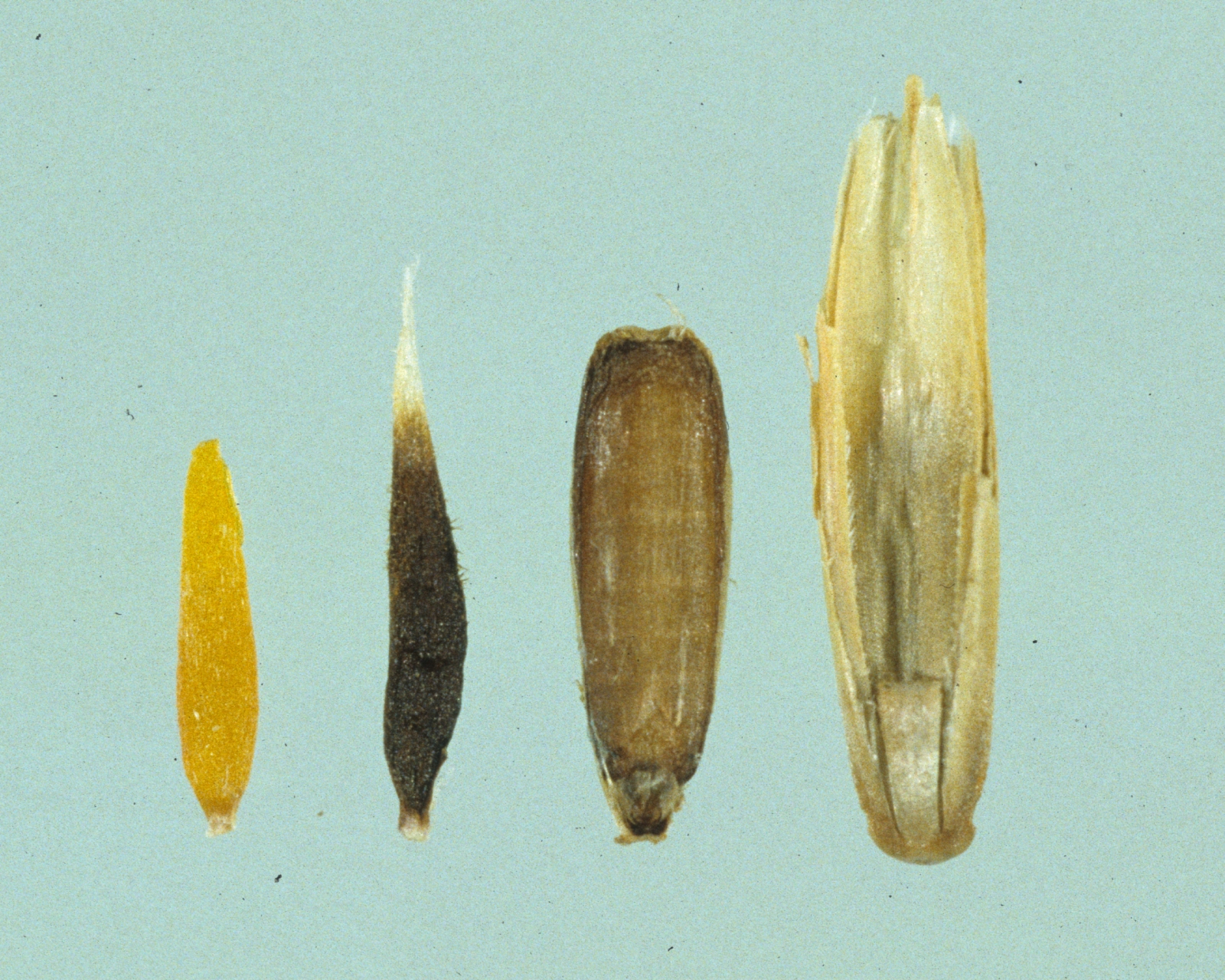
Semilla

## Distribución
Se distribuye por la costa del Mediterráneo, tanto en el sur de Europa como el norte de África, también en Asia Central y el subcontinente indio.

## Morfología
Planta anual de 10-60 cm, con los tallos frecuentemente postrados o ascendentes, ásperos en la parte superior. Hojas con corta lígula membranosa y aurículas; prefoliación enrollada. Inflorescencia en espiga con el raquis rígido. Espiguillas con una sola gluma, con 2-11 flores. Anteras de 3-4,5 mm de longitud. Es terófita.

## Especies próximas
Lolium perenne tiene las anteras menores de 3 mm, y es una especie perenne; L. multiflorum tiene las glumas más cortas, que como mucho alcanzan 2/3 de la longitud de la espiguilla y en ocasiones presentan las lemas aristadas.

## Zonas favorables
Se da en climas mediterráneos con un largo periodo de sequía en verano. Se adapta a condiciones climáticas semiáridas y es menos exigente en agua que los raigrases de la zona atlántica. Resiste las bajas temperaturas. Se adapta a suelos de diversa índole. 

## Usos
En Australia es utilizada en zonas de más de 300 mm y es un componente habitual de las praderas anuales con el trébol subterráneo.
En España su uso no ha llegado a generalizarse por ser en principio una planta que puede invadir los campos y tierras de labor. Las semillas pueden permanecer sin germinar después de las lluvias de otoño, e incluso durante cualquier periodo del cultivo. Este fenómeno se da por la necesidad de luz de algunas semillas de Lolium rigidum para germinar. 
En España se podría usar como un cultivo anual igual que el Lolium multiflorum, sembrada a finales de verano (agosto, septiembre), para lo cual hay que contar con las condiciones del centro y suroeste con posibilidad de riego. Disponiendo de riego para la primera época de desarrollo hasta que caigan las lluvias de otoño, produce rápidamente un forraje abundante y de buena calidad, y proporciona alimento en los meses de invierno. 

## Interés forrajero
Es un cultivo con buen crecimiento invernal (si las lluvias otoñales acompañan) y gran capacidad de ahijamiento. En secano las producciones son muy oscilantes, dependiendo básicamente del régimen hídrico, pudiendo alcanzar valores de hasta 9 t ms/ha en condiciones óptimas. El forraje es de buena calidad. Los contenidos de proteína bruta son altos, pudiendo oscilar alrededor del 25% cuando la planta está en estado hojoso y del 14% en el encañado.
Las características de esta especie (autoresiembra, implantación fácil, valor forrajero,..) la hacen muy adecuada para el establecimiento de rotaciones forrajeras de bajo mantenimiento en áreas mediterráneas. Es importante indicar el carácter adventicio de esta especie, considerada una de las principales malas hierbas de los campos cerealistas.

## Taxonomía
Lolium rigidum fue descrita por (Gaudin) Weiss ex Nyman y publicado en Agrostologia Helvetica, definitionem . . . 1: 334–335. 1811.
Etimología
Lolium : nombre genérico dado por Virgilio a una maleza problemática.
rigidum: epíteto latino que significa "rígida".
Sinonimia
- Arthrochortus loliaceus Lowe
- Crypturus loliaceus (Bory & Chaub) Link
- Festuca aleppica Hochst. ex Steud.
- Lolium arenarium Rouville
- Lolium crassiculme Rech.f.
- Lolium cylindricum K.Koch
- Lolium durum K.Koch
- Lolium flagellare Spruner ex Boiss.
- Lolium humile Rouy
- Lolium husnotii Sennen
- Lolium lepturoides Boiss.
- Lolium loliaceum (Bory & Chaub.) Hand.-Mazz.
- Lolium lowei Menezes
- Lolium macilentum Delastre
- Lolium multiflorum var. muticum DC.
- Lolium multiflorum var. rigidum (Gaudin) Trab.
- Lolium parabolicae Sennen
- Lolium perenne subsp. rigidum (Gaudin) Á.Löve & D.Löve
- Lolium perenne var. rigidum (Gaudin) Coss. & Durieu
- Lolium phoenice Rouville
- Lolium strictum C.Presl
- Lolium subulatum Vis.
- Lolium suffultum Sieber ex Huter
- Lolium temulentum var. oliganthum Godr.
- Lolium temulentum var. subulatum (Vis.) Husn.
- Lolium teres H.Lindb.
- Monerma stricta (J.Presl) J.Presl ex Steud.
- Rottboellia loliacea Bory & Chaub.[8][9]